# Orangeroter Heufalter
Der Orangerote Heufalter oder Regensburger Gelbling (Colias myrmidone) ist ein Schmetterling aus der Familie der Weißlinge (Pieridae) in der Unterfamilie der Gelblinge. Das Artepitheton leitet sich von den Myrmidonen, einem thessalischen Volksstamm aus der griechischen Mythologie ab.
In Deutschland ist diese Schmetterlingsart bereits seit 2001 ausgestorben. Als Grund für sein Aussterben gibt der NABU den Verlust seines Lebensraumes an.

## Merkmale
Der Orangerote Heufalter hat eine Flügelspannweite von 44 bis 50 Millimeter, wobei die Falter der zweiten. Generation oft etwas größer als die der ersten Generation sind. Die Flügeloberseite der Männchen ist kräftig orangegelb gefärbt und hat einen dunklen Rand, der nicht bestäubt ist. Der dunkle Rand ist auf den Hinterflügeln schmaler und nicht von Adern durchbrochen (Unterschied zu Colias crocea). Die Flügeloberseite der Weibchen ist orangegelb bis grünlichweiß (C. myrmidone f. alba) gefärbt und hat einen dunklen, bestäubten Rand. Auf den Hinterflügeln bilden die Flecken der Submarginalregion oft ein zusammenhängendes Band.
Bei beiden Geschlechtern befindet sich in der Zelle der Hinterflügelunterseite ein roter Fleck, die Vorderflügelunterseite hat schwache schwarze Flecken in der Postdiskalregion.

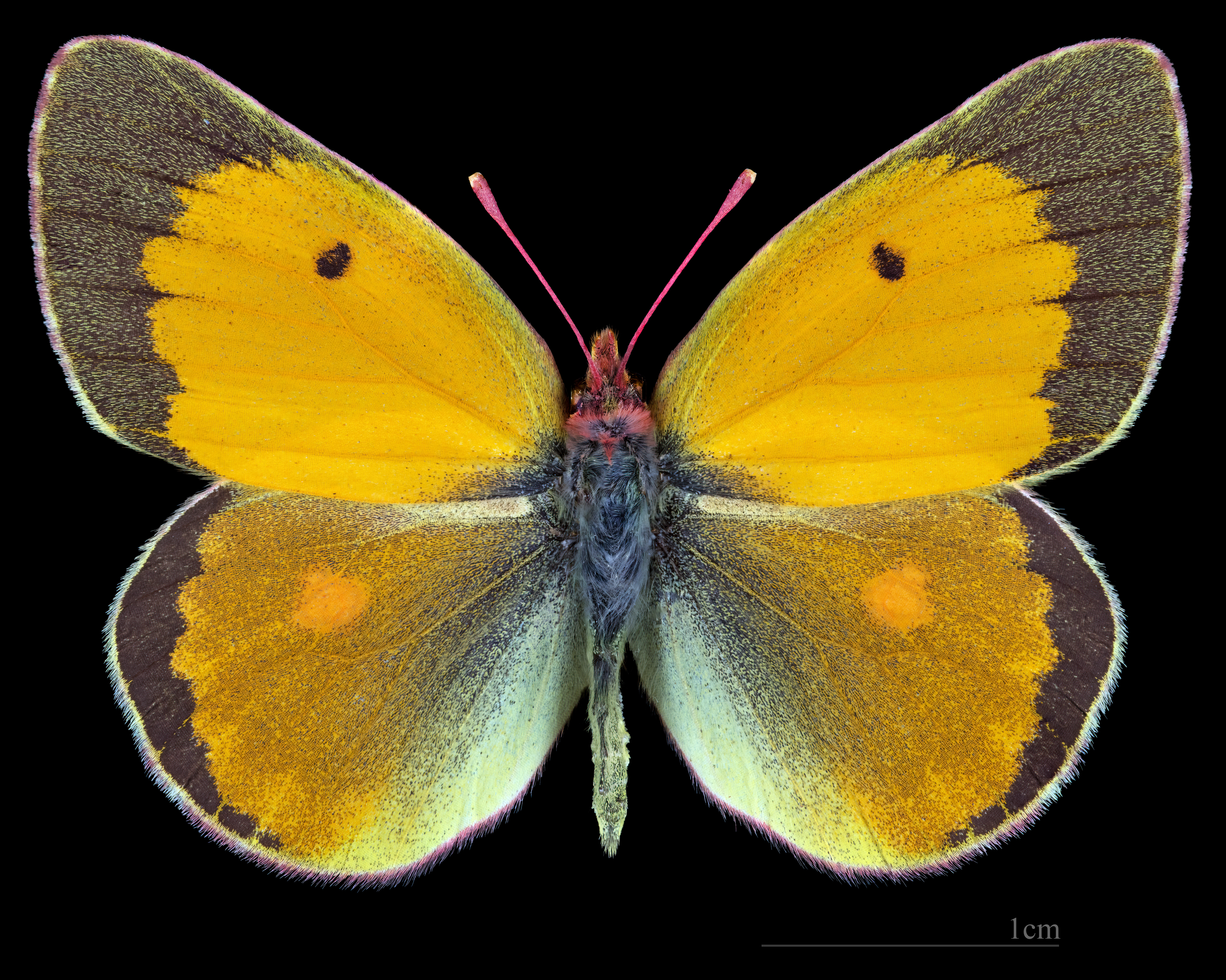
Colias myrmidone   ♂
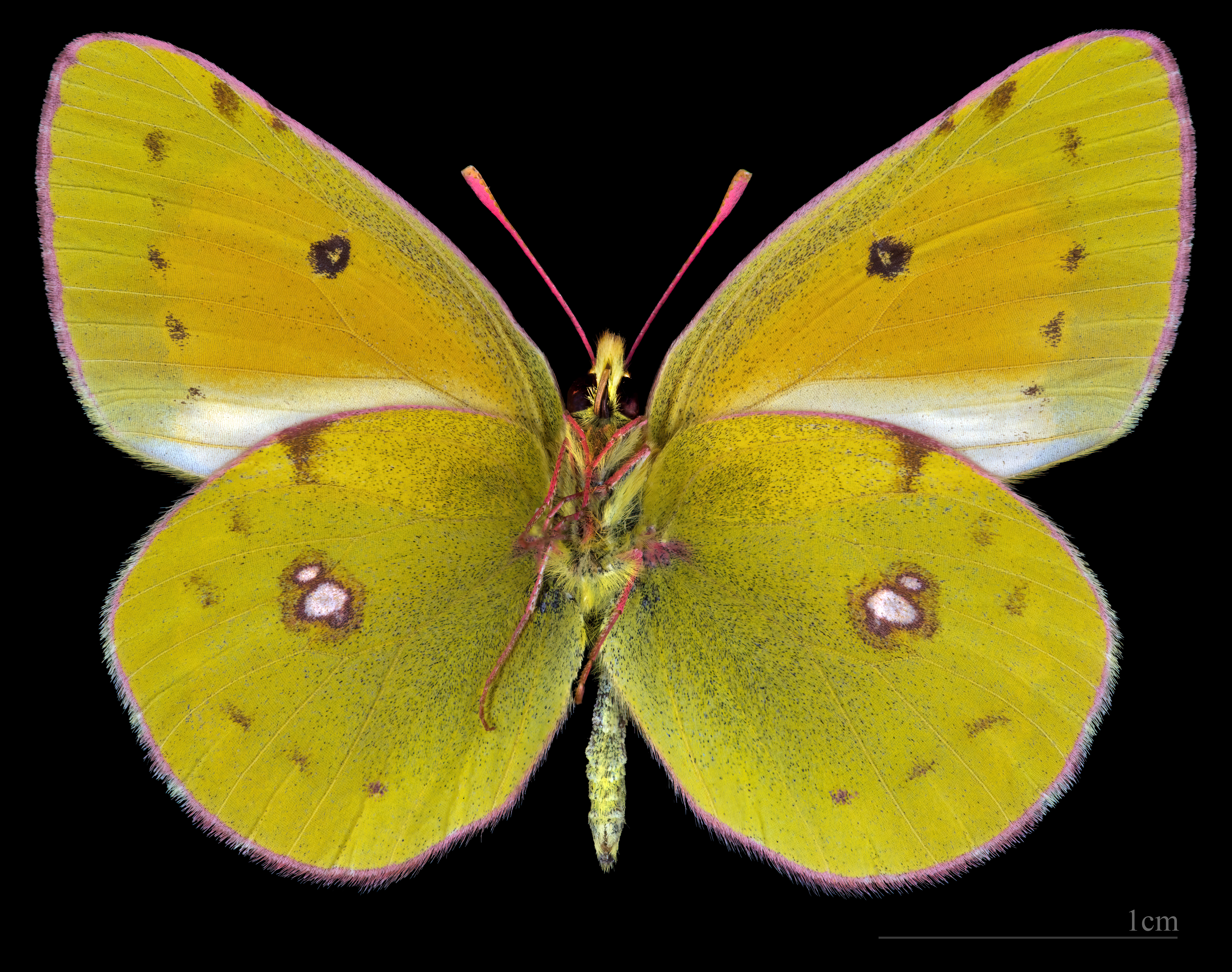
Colias myrmidone   ♂   △
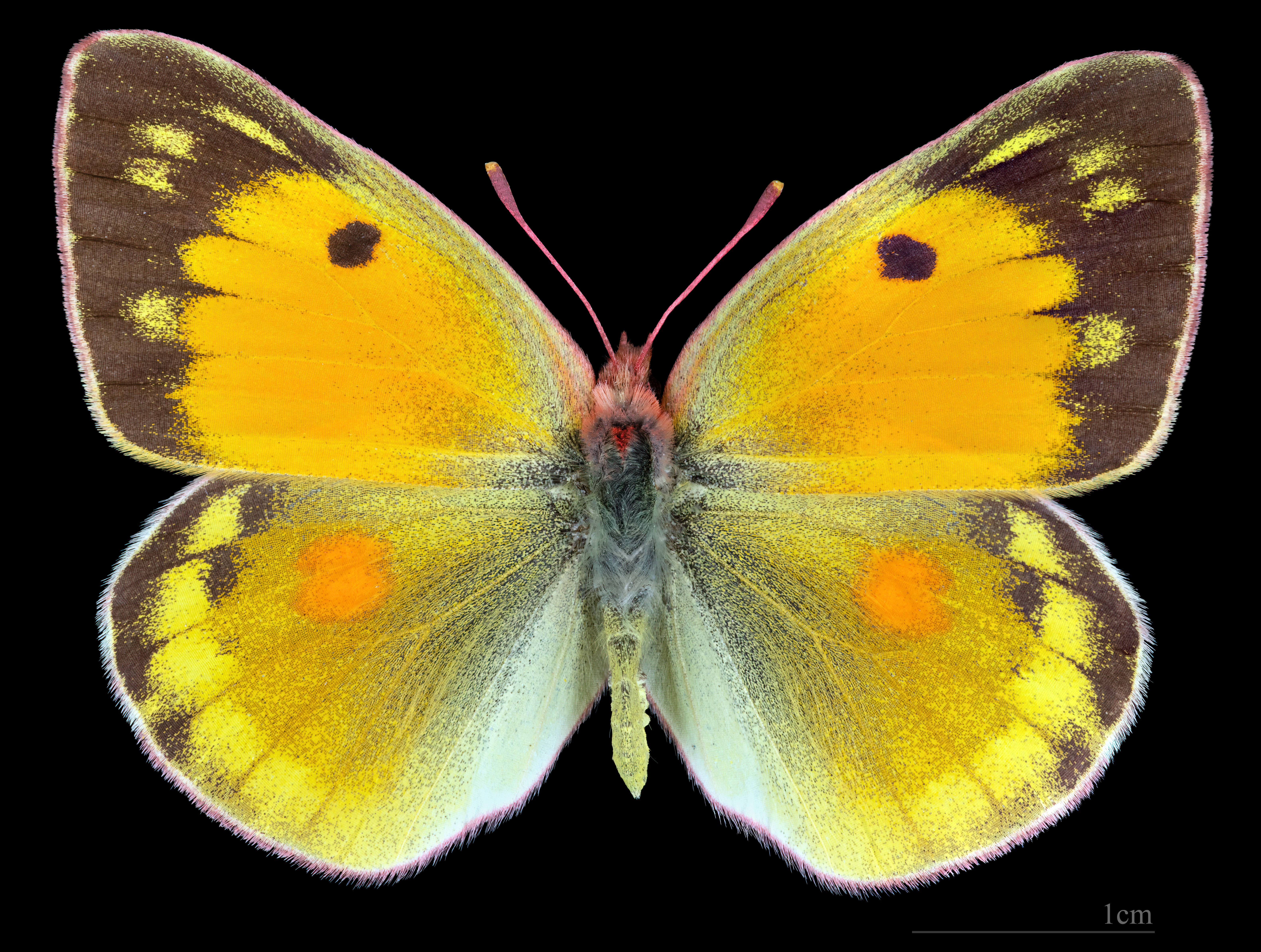
Colias myrmidone ♀
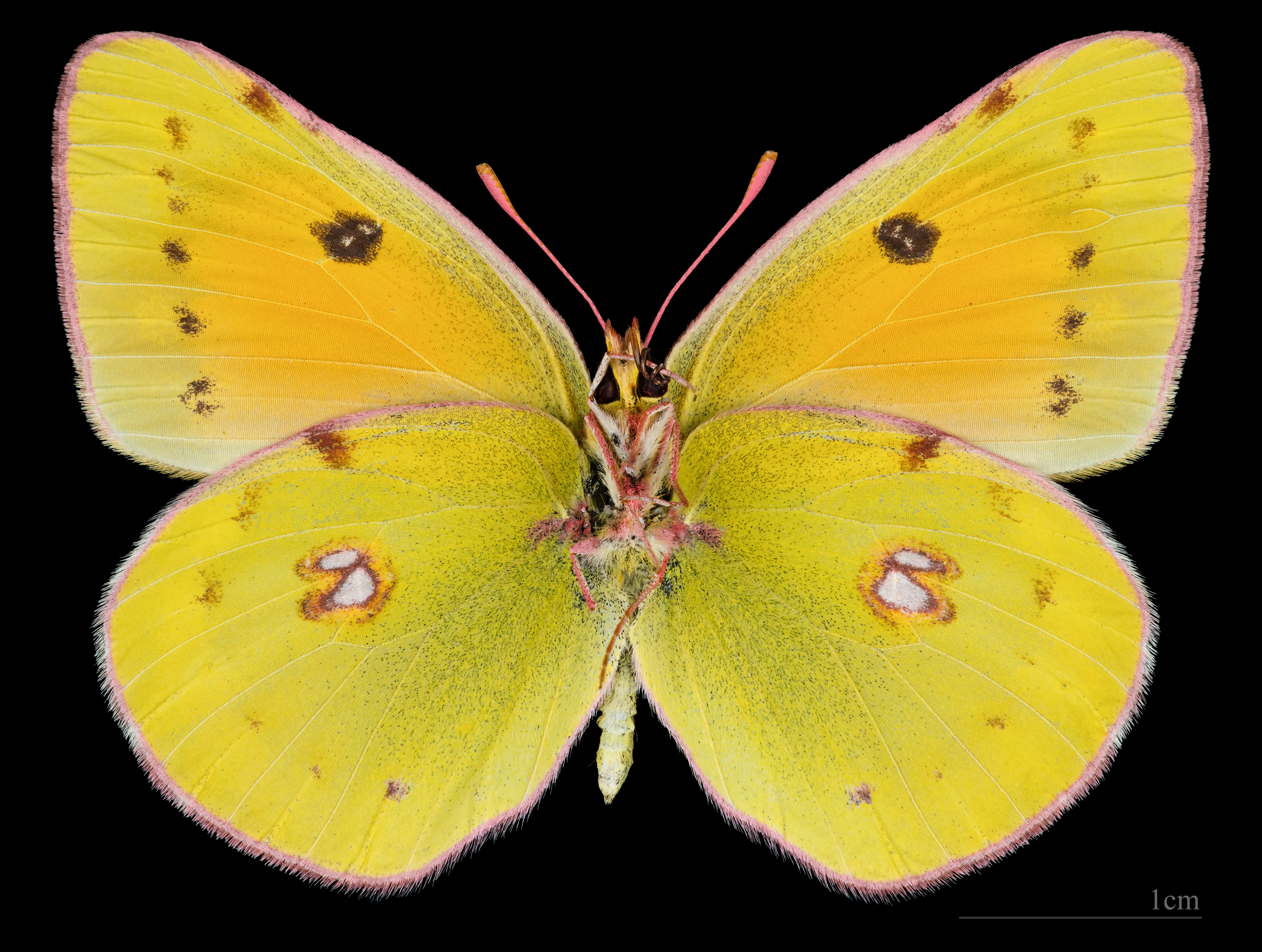
Colias myrmidone ♀ △

## Ähnliche Arten
- Goldene Acht (Colias hyale)
- Hufeisenklee-Gelbling (Colias alfacariensis)
- Postillon (Colias crocea)
- Alpengelbling (Colias phicomone)
- Hochmoorgelbling (Colias palaeno)
- Hellorangegrüner Heufalter (Colias chrysotheme)
- Colias erate

## Vorkommen
Der Orangerote Heufalter war von Westasien über Südrussland, Rumänien, Ungarn bis Österreich und dem östlichen und südöstlichen Deutschland verbreitet. Der westlichste Fundort war der Jura bei Regensburg in Deutschland. Seit 2001 ist der Orangerote Heufalter in allen ehemaligen Fundorten in Deutschland (etwa München-Moosach, Kirchseeon, Garchinger Heide) verschwunden. Im Naturschutzgebiet Hutberg bei Fischbach, in der Nähe von Regensburg wurden die letzten Heufalter gesehen, aktuell wird die Art nur noch vereinzelt in Osteuropa gefunden.
Die Art war in Österreich weit verbreitet und kam in den Bundesländern Burgenland, Niederösterreich, Steiermark, Oberösterreich und Wien vor, Einzelfunde auch in Tirol und Kärnten. 2005 wurde der Orangerote Heufalter in der Roten Liste Österreichs als vom Aussterben bedroht gelistet. Inzwischen geht man davon aus, dass die Art aufgrund der Zerstörung ihrer Lebensräume in Österreich ausgestorben ist.
Die östlichen Populationen (etwa in der Ukraine) gehören der Unterart C. myrmidone ermak (Grum Grshimailo, 1890) an.

## Lebensweise
Die Raupe des Orangeroten Heufalters lebt an Regensburger Zwergginster (Chamaecytisus ratisbonensis) und Kopf-Zwergginster (Chamaecytisus supinus).
Zwergginster bevorzugt Magerrasen, da er auf gedüngten, nährstoffreichen Böden schnell von anderen Pflanzen überwuchert wird. Aber auch die Raupen des Schmetterlings sind darauf angewiesen, dass der Boden, auf dem ihre Futterpflanzen sind nicht mit Nährstoffen übersättigt sind. Denn wenn die Pflanzen zu viel Stickstoff aus dem Boden aufgenommen haben, vertragen die Raupen sie nicht mehr und sterben.
Der Falter fliegt im Mai und von Juli bis August in zwei Generationen.

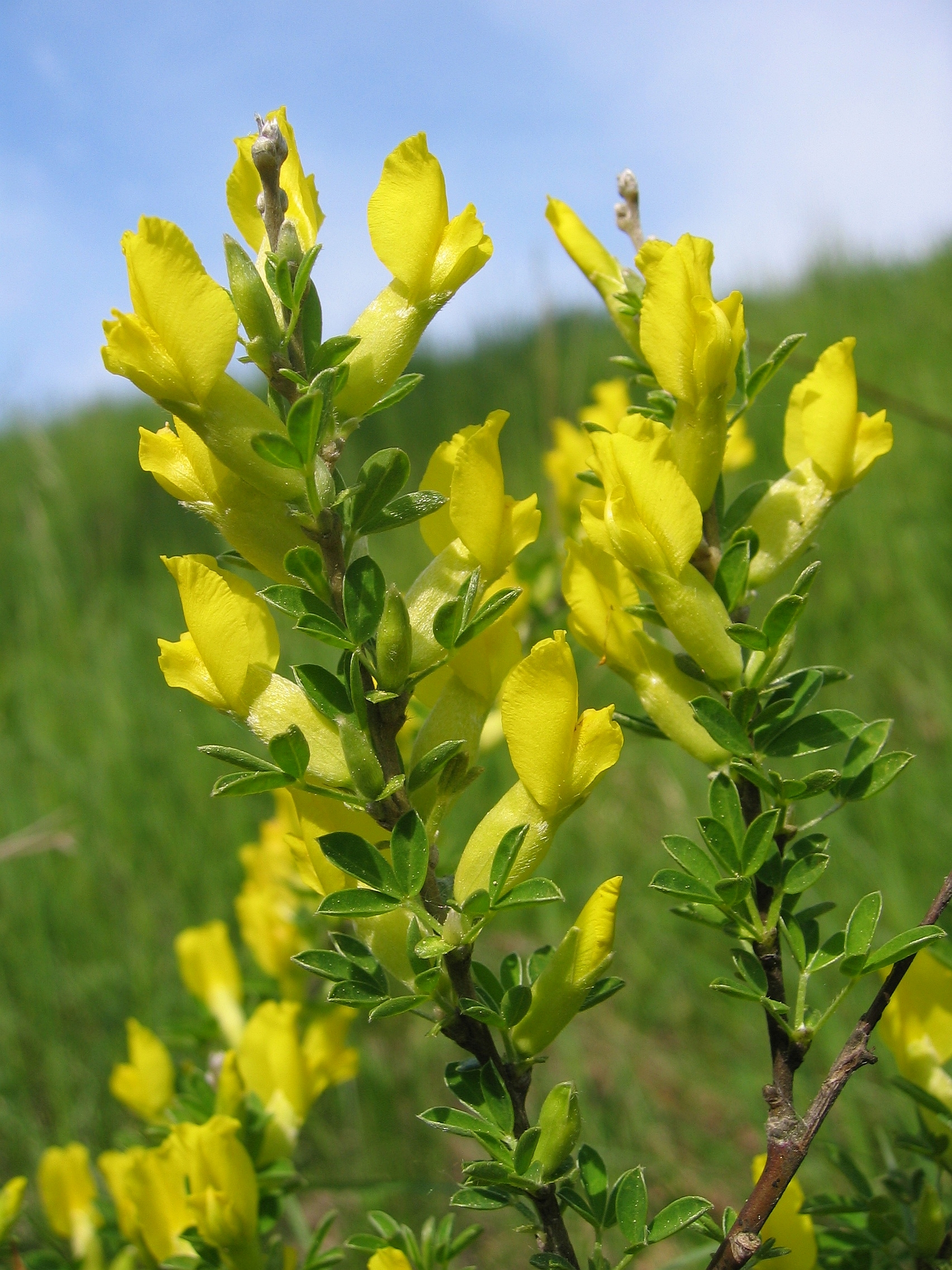
Regensburger Zwergginster, die angestammte Futterpflanze des Regensburger Gelblings

## Gefährdung und Schutz
Der Orangerote Heufalter ist in der gesamten Europäischen Union (EU27) in der höchsten Gefährdungskategorie „vom Aussterben bedroht“ (CR) gelistet.
Österreich führt die Art in der Roten Liste (2005) noch unter „vom Aussterben bedroht“, man geht jedoch aktuell (Stand: 2012) davon aus, dass die Art auch hier zwischenzeitlich ausgestorben ist.
Die Schweiz liegt jenseits der westlichen Verbreitungsgrenze des Orangeroten Heufalters, weshalb die Art in der Roten Liste der Tagfalter und Widderchen der Schweiz (2014) nicht genannt ist.
Aufgrund der rapiden Bestandsrückgänge und der Einstufung in der höchsten Gefährdungskategorie hat die Europäische Union im Jahr 2012 den „Action Plan for the Conservation of the Danube Clouded Yellow Colias myrmidone in the European Union“ veröffentlicht, in dem für alle EU-Staaten, die im natürlichen Verbreitungsgebiet des Orangeroten Heufalters liegen, Handlungsanweisungen formuliert wurden, um die Lebensräume für die Art wiederherzustellen und anschließend eine Wiederansiedlung durchführen zu können. Es liegt an den einzelnen EU-Staaten, die Verbesserungsmaßnahmen entsprechend diesem Plan durchzuführen.
Der Orangerote Heufalter ist in der Fauna-Flora-Habitat-Richtlinie (92/43/EWG) in Anhang II und IV gelistet. Aufgrund der Listung in Anhang II müssen die EU-Mitgliedsstaaten durch Ausweisung und Management von Natura-2000-Schutzgebieten für diese Art den Fortbestand bzw. die Wiederherstellung eines günstigen Erhaltungszustands der Habitate der Art in ihrem natürlichen Verbreitungsgebiet gewährleisten (Artikel 3 und 6). Zusätzlich bewirkt die Listung des Orangeroten Heufalters in Anhang IV, dass die EU-Mitgliedstaaten die notwendigen Maßnahmen zu treffen haben, um ein strenges Schutzsystem für die Art in deren Verbreitungsgebiet einzuführen, das unter anderem alle absichtlichen Formen des Fangs oder der Tötung, jede absichtliche Störung und jede Beschädigung oder Vernichtung der Fortpflanzungs- oder Ruhestätten verbietet (Artikel 12).
Die Erhaltungszustände des Orangeroten Heufalters geben Rumänien mit „unzureichend“ und Polen, Slowenien, die Slowakei, Tschechien und Ungarn jeweils mit „schlecht“ an (Stand: 28. Februar 2014). In Litauen ist der Erhaltungszustand unbekannt, die EU-Staaten Deutschland und Österreich, die im natürlichen Verbreitungsgebiet der Art liegen, haben keine Bewertung abgegeben.
Im Jahr 2021 existieren nur noch in der Slowakei sowie Rumänien und im Grenzgebiet von Polen zu Belarus kleine Restbestände des orangen Tagfalters.